# Wellington House (St. Helena)
Wellington House ist ein historisches Gebäude in Jamestown auf der Insel St. Helena. Es genießt als Grade-I-Bauwerk höchsten Denkmalschutz und gilt als eines der am besten erhaltenen Gebäude aus Zeiten der Ostindien-Kompanie. Es ist nach dem Duke of Wellington benannt und beherbergt heute ein Gästehaus und Restaurant.
Wellington House wurde vermutlich Ende der 1730er Jahre an Stelle des zuvor eingestürzten Sessions House gebaut. Die dafür nötige Baugenehmigung erhielt Francis Wrangham 1738.